# Plator kashmirensis
Plator kashmirensis är en spindelart som beskrevs av Benoy Krishna Tikader och Gajbe 1973. Plator kashmirensis ingår i släktet Plator och familjen Trochanteriidae. Inga underarter finns listade i Catalogue of Life.